# Chimbu jezici
Chimbu jezici, podskupina transnovogvinejskih jezika koja čini dio šire skupine chimbu-wahgi. Donedavno su se klasificirali Istočnonovogvinejskoj gorskoj skupini. Govore se u provinciji Simbu, Papua Nova Gvineja. Predstavnici su:
- Chuave [cjv], 23.100 (Wurm and Hattori 1981).
- Dom [doa], 12.000 (1994 NTM).
- Golin [gvf], 51.100 (Wurm and Hattori 1981).
- Kuman [kue], 	115.000 (2000 popis)
- Nomane [nof], 4.650 (Wurm and Hattori 1981).
- Salt-Yui [sll], 6.500 (Wurm and Hattori 1981).
- Sinasina [sst], 50.100 (Wurm and Hattori 1981).

## Vanjske poveznice
- Ethnologue (15th)
- Ethnologue (14th)